# Havana Brown

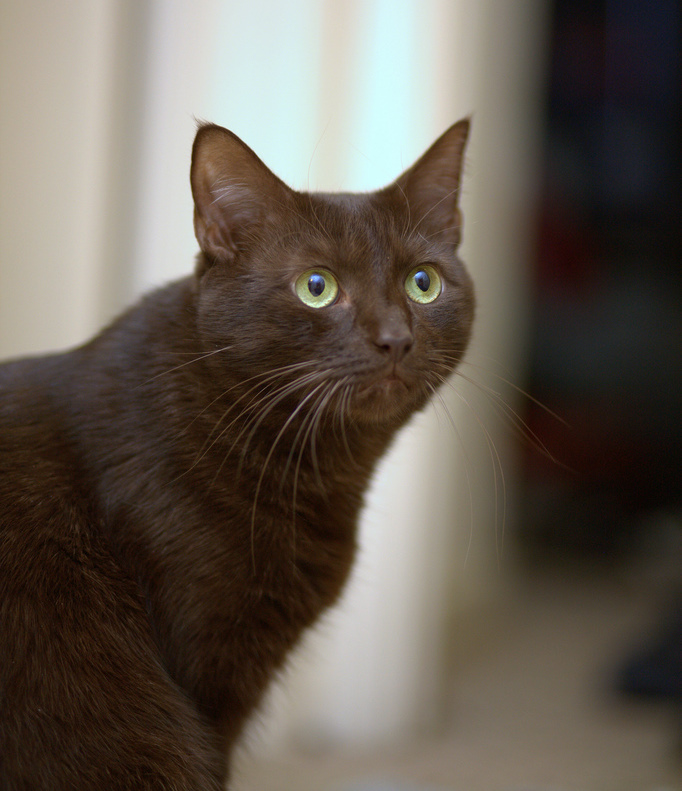
Havana Brown

Havana Brown este numele unei rase de pisici.Aceasta poate avea 1-2 culori alb sau negru,ea poate supraviețui între 10-14 ani.

## Istoric
A apărut în 1951, în Anglia, în urma încrucișării dintre o Siameză ciocolatie (seal point) și o pisică de casă. Deoarece culoarea primei pisici, Elmtower Bronze Idol, semăna cu cea a trabucurilor din Havana, rasa a primit numele de Havana Brown. 

## Aspect
Are trupul lung, blană maronie, strălucitoare, plăcută la atingere. Capul este mai mult lung decât lat. Deși pare foarte subțire și ușoară, este mult mai grea când este luată în brațe. Corpul este de mărime medie, musculos, elegant și grațios. Ochii sunt verde deschis.
Masculii cântăresc între 3,5 și 4,5 kg, iar femelele ajung să cântărească între 2,7 și 3,5 kg. 

### Standarde
- fr  Standard LOOF Arhivat în 23 octombrie 2007, la Wayback Machine.
- Standard CFA Arhivat în 2 februarie 2004, la Wayback Machine.
- Standard ACFA Arhivat în 8 aprilie 2005, la Wayback Machine.
- Standard TICA Arhivat în 19 iunie 2006, la Wayback Machine.
- Standard AACE
- Standard CCA